# ミランダカメラ
ミランダカメラ（Miranda Camera）とは、
1. 国産初のペンタプリズム式一眼レフカメラであるミランダT（Miranda T）を始めとする全46機種のカメラブランド名、及びそれらを製品化し販売したカメラメーカー。
2. イギリスの家電量販店、DIXONSで1980年頃から販売されたカメラ、カメラアクセサリーのブランド。日本のミランダカメラとは技術的、直接的なつながりはないとする研究者が多い。DIXONSの一眼レフカメラ用レンズのレンズマウントはペンタックスKマウントである。またほとんどの製品は日本製だが日本で正式に販売されたことはない。

以下では主に1のカメラメーカー・ブランドについての説明を行なう。製品に関してはミランダのカメラ製品一覧を参照のこと。

## 沿革
このメーカーの前身は1948年設立されたオリオン精機産業有限会社である。創業者は東京帝国大学（現東京大学）工学部航空工学科を卒業した荻原彰（おぎはら あきら、1920-1992年）と、荻原の一年後輩にあたる大塚新太郎（おおつか しんたろう、1921-2005年）が1962年頃までミランダカメラの設計を担当した。荻原、大塚の両人とも黎明期のロケット、ジェット機の開発に携わった技術者であり、ミランダは先端技術の研究者が作り上げたカメラだったのである。
カメラ製造以前は業務用、報道用カメラの修理、改造、カメラアクセサリー、接写装置の製造販売が中心であったが、従来の連動距離計つき35mmカメラに限界を見出し「35mmカメラで使いやすい万能の理想的カメラは、ペンタプリズム付きの一眼レフである」との確信の元に、1954年実際に撮影が可能なペンタプリズム一眼レフカメラであるフェニックスカメラ（Phoenix Camera ）を発表したことで国内のカメラ業界の耳目を広く集めた。
1955年8月、フェニックスカメラを元に市販された国産初のペンタプリズム一眼レフカメラ、ミランダT（Miranda T ）の発売を機にオリオンカメラ株式会社（Orion Camera Co. ）に社名を変更し、さらに1957年ミランダカメラ株式会社（Miranda Camera K.K.  ）に変更した。
「ミランダ」という名称の由来については諸説あるが、1955年の写真工業誌上に荻原の署名記事があり、「MirandaのMirは…(中略）MirrorやMirade（ママ）のMir-で、レフカメラとしては妥当であり、語尾の-andaは女性的だが全体の調子を整え、やわらかな、快い響きをもっている」（掲載誌から引用）との説明がある。またあまりカメラ的とは言えない名前である「ミランダ」の採用理由の一つは、輸出に際しての商標登録の衝突を避けるためでもあった。なお、発売当時の文献では他に明確な説明は見つかっていない。
ミランダカメラ本社は東京都狛江市、営業所は六本木にあった。戦後雨後のタケノコのように現れたカメラメーカーの中では群を抜いた技術力と品質を持ち、好調な輸出にも支えられ大成功した企業の一つであったが、1960年から1964年の5年間にわたり国内でのカメラ販売が突然中止されるなど、国内では既成カメラメーカーの厚い販売網に阻まれ苦戦した。
1961年、ミランダカメラは増資を図るべく、取引先でもあった商社、AIC（Allied Inpex Corporation）より資金援助を受けたが、その際に発行株式の90％をAICに譲渡した。AICは投入資金の短期回収を図るべく、技術者育成や治具生産ではなくカメラの大量生産を望んだが、このことは大曾根幸三をはじめとする技術者の流出、ひいては技術的な停滞を招いた。そして、経営が好調期にあった1968年、AICは残りのミランダカメラ株を買収しはじめ、1969年1月にはミランダカメラの株式を100％取得、創業会長であった荻原
は辞任、引退した。この買収は、AICが米国市場での株式上場を図り、その資格を整えるために全株式の取得を望んだためであるとされる。同年、AICはドイツにソリゴールを設立した。
経営末期の1976年11月には、dx-3を月産3000台、オートセンソレックスEEを月産1500台、RE IIを月産1000台、ソリゴールTMを月産1000台のペースで生産し、その95％は米国・西ドイツ・フランスなどへと輸出されていた。一方、当時の大手5社では機種あたり月産一万台以上の生産が一般的とされており、それと比較すると輸出にほぼ特化した小規模な生産を行っていたメーカーであるといえる。
1976年AICが経営資金を途絶、12月10日の雨の朝黒字倒産した。倒産の理由は、オイルショック以降の収益の悪化、カメラの開発の技術的立ち後れ等、問題が重なったためとされる。一説には負債総額は20億円と言われる。
ミランダカメラが最後に発売した一眼レフカメラは1976年のミランダEE-2とプラクチカマウントのミランダTM-2だが、日本国内では1975年のミランダdx-3が最後の正規販売製品とされる。
国内カメラメーカーの倒産としては十数年ぶりであったといわれる、このミランダカメラ倒産を皮切りに、技術革新の対応に遅れたカメラメーカーでは経営不振が表面化しはじめた。